# Cer (drevo)
Cer (znanstveno ime Quercus cerris) je listopadno drevo iz družine bukovk, ki je razširjeno tudi v Sloveniji.

## Opis
Cer je veliko drevo, ki zraste od 30 do 35 metrov visoko in ima gosto, temno krošnjo, deblo pa lahko doseže do 130 cm v premeru. Skorja drevesa je črnikasta in ima globoke razpoke. Listi so enostavni in usnjati ter krpasto nazobčani na 7 do 8 parov krp. V dolžino dosežejo 7-14, v širino pa 3-5 cm. Na veje so nameščeni premenjalno. Mladi so kosmati po obeh straneh, starejši pa postanejo po zgornji strani hrapavi. Barva listov je temno zelena.
Mladi poganjki so sivkasto zeleni in oglati, poraščeni pa so z drobnimi dlačicami. Cvetovi so enospolni. Moški so združeni v valjasta socvetja v obliki dolge viseče mačice, ženski pa so nameščeni na kratke peclje in rastejo posamično ali v skupinah do pet cvetov. Iz oplojenih ženskih cvetov se razvijejo plodovi v obliki oreškov (želoda), ki so več kot do polovice pokriti s skledico, sestavljeno iz drobnih kosmatih lusk. V dolžino dosežejo 2,5-4 cm, v širino pa 2 cm. Luske so dlakave, dlačice pa dosežejo 4 do 8 mm v dolžino.

## Razširjenost in uporabnost
Cer je razširjen od jugovzhodne Evrope do zahodne Azije. Dobro prenaša sušo in dobro uspeva v toplem podnebju. 
Les drevesa je rdečkast, trd in gost. Zaradi teh lastnosti ga uporabljajo za železniške pragove in doge za sode. Na zraku les sicer rad razpoka.